# Marco Rivaro
Marco Gilberto Rivaro (Genova, 2 settembre 1973) è un ex rugbista a 15 italiano, in carriera di ruolo tre quarti centro quattro volte internazionale per l'Italia.

## Biografia
Rivaro nacque a Genova, in Italia; all'età di 18 anni venne selezionato nella rappresentativa azzurra Under-19 che, nel 1991, batté la nazionale inglese Under-18 a domicilio per 21-22, con in campo un certo Lawrence Dallaglio, futuro capitano dell'Inghilterra.
A Genova, mentre studiava, giocò nella squadra universitaria del CUS nella serie B nazionale; poi, seguì una parentesi nel CUS Pavia, città nella quale svolse l'attività di praticantato.
Dopo la laurea in giurisprudenza conseguita all'Università degli Studi di Genova, nel 1999 decise di trasferirsi in Inghilterra, conseguendo nel 2000 un diploma post laurea all'Università di Westminster.
Riuscì a mettersi in contatto telefonico col London Irish con cui firmò un contratto part-time, entrando a far parte della squadra delle riserve del club. Nel 1999 molti giocatori irlandesi degli Exiles vennero convocati in nazionale; Rivaro debuttò così in Premiership, giocando per tutto il mese di ottobre e facendosi notare 
da Brad Johnstone, futuro C.T. dell'Italia, soprattutto durante la netta vittoria per 56-8 sul Newcastle.
Nel 2000 frequentò lo Hughes Hall College, uno dei pilastri dell'Università di Cambridge che ogni anno disputa il Varsity Match a Twickenham davanti a 60 000 spettatori provenienti dalla borghesia londinese.
Rivaro prese parte ai due match del 2000 e 2001, perdendoli entrambi; tuttavia, al termine del secondo venne eletto uomo partita e, per questo motivo, ritratto sui quotidiani del giorno seguente.
Il 5 febbraio 2000, debuttò al Flaminio contro la Scozia, subentrando dalla panchina al posto di Luca Martin e facendosi notare per la prestazione durante la fase difensiva. Prese parte ad altre due partite del Sei Nazioni 2000 contro Galles e Irlanda, facendo la sua ultima apparizione durante l'edizione successiva contro l'Inghilterra a Twickenham.
Nella stagione 2002-03 disputò il Super 10 col Viadana, aggiudicandosi la Coppa Italia.
Terminata l'attività di giocatore, rimase in Inghilterra continuando la carriera professionale già avviata. Già socio e vicepresidente, è attualmente direttore della Bank of America Merrill Lynch per il mercato italiano ed europeo e consigliere delegato della NatWest Markets.

## Palmarès
- Coppe Italia: 1
Viadana: 2002-03